# مصطفی کاپلان
مصطفی کاپلان (انگلیسی: Mustafa Kaplan؛ زادهٔ ۲ سپتامبر ۱۹۶۷) بازیکن فوتبال اهل ترکیه است.
از باشگاه‌هایی که در آن بازی کرده‌است می‌توان به باشگاه فوتبال آلانیا اسپور اشاره کرد.